# Львовская агломерация
Львовская агломерация (укр. Львівська агломерація) — моноцентричная городская агломерация с населением около 1 млн человек. Самая большая на Западной Украине.

## Состав
В составе Львовской городской агломерации несколько населённых пунктов: город Львов, три малых городских населенных пункта (г. Винники, пгт Брюховичи и пгт Рудно), которые подчиняются Львовскому городскому совету, а также г. Дубляны Жолковского района. По состоянию на 1 января 2007 года во всех этих городских поселениях вместе проживало около 760 тысяч человек.
Кроме этого, в состав Львовской городской агломерации можно отнести часть поселений из близлежащих к Львову административных районов:
- Пустомытовский район
- Городокский район
- Яворовский район
- Жолковский район
- Каменка-Бугский район.

К жилой застройке Львова близки кварталы г. Дубляны и части сельских поселений Пустомытовского района Сокольники, Солонка, Зубра, Давыдов Лисиничи, Зымна Вода (наибольшее сельское поселение в Львовской области, одно из наибольших сельских поселений на Украине), Лапаевка, а также село Малехов Жолковского района. Почти все эти сёла расположенные вдоль главных автомобильных трасс, которые ведут к Львову, и уже продолжительный период есть зонами активного хозяйственного освоения. Большинство из них расположено внутри Львовской кольцевой дороги, которая ограничивает Львов на востоке, юге и западе. Население этих сельских поселений находится в тесной связи с областным центром. Экономически, организационно, культурно они также тяготеют к Львову.
Приблизительная статистика:
- Численность населения — 1,050 тыс. человек (42 % населения Львовской области).

- Площадь — 3596,8 км².

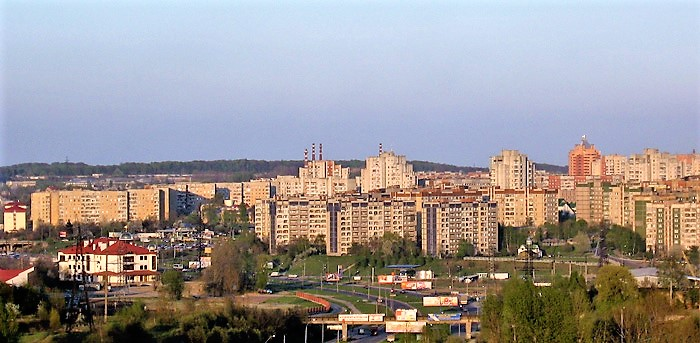
Жилой массив Сихов, до 1970-х годов сельское поселение

- Плотность населения — 292 человек/км².[1]

## История развития агломерации
Львовская городская агломерация является одной из наибольших и старейших по времени формирования агломераций Украины. Центр агломерации, Львов, в течение нескольких столетий был крупнейшим городом на Украине. Окончательное формирование Львовской городской агломерации состоялось в 1870-х годах, когда вследствие довольно быстрого экономического развития, количество жителей Львова и окружающих урбанизованных поселений превысило 100 тысяч человек.
Территориально Львов особенно быстро развивался в советский период, когда его территория постоянно увеличивались за счёт окружающих сельских поселений. В 1950—1970 годах ко Львову было присоединены Лисиничи, Котельники, Боднаровка, Богдановка, Горы, Каменка, Новые Збоища, Колония, Голосовка, Скниливок, Подсигновка, Сихов, Старые Збоища, Кривчицы, Белогорща.

Экономическое развитие Львова вызвало формирование вокруг него урбанизованной зоны, которая охватывала много близлежащих сёл и несколько городских поселений. В частности, началось развитие городских поселений-спутников. Некоторые из них существовали ещё до Второй мировой войны, тем не менее, большей частью это были небольшие сельские поселения. В частности, наибольшим городом-спутником Львова стали Винники, которые развивались, прежде всего, как промышленный посёлок. Развитие Дублян было связано, прежде всего, с размещением здесь Львовского сельскохозяйственного института. Брюховичи усилили позиции как рекреационный центр, здесь было построено несколько крупных санаториев, количество жителей посёлка существенно увеличилась. К западу от областного центра возник посёлок Рудно.
Размещённые близ Львова города, в частности Городок, Жолква, Пустомыты также развивались, но как центры административных районов. За 1959—1989 годы во всех административных районах вблизи Львова количество населения увеличилось.
Развитие Львовской городской агломерации в 1980-х годах привело к тому, что количество её населения, если учитывать население окружающей урбанизованной зоны, превысило 1 млн человек. Количество жителей Львова накануне распада СССР приближалось к 800 тысячам человек. Демографический кризис 1990-х годов привёл к существенному сокращению количества жителей города, но активизация демографического и территориального развития Львова восстановилась в начале XXI века.

### Населённые пункты агломерации с населением больше 10 тысяч человек
| Населённый пункт | Население | Площадь | Плотность населения |
| ---------------- | --------- | ------- | ------------------- |
| Львов            | 729038    | 182,01  | 4003                |
| Новояворовск     | 31 218    | 90      | 14753               |
| Винники          | 16517     | 6,67    | 2476                |
| Городок          | 15825     | 30      | 527                 |
| Николаев         | 14824     | 5       | 2964                |
| Жолква           | 13629     | 7,6     | 1793                |
| Каменка-Бугская  | 10921     | 8,63    | 1265                |
| Дубляны          | 10795     | 4,95    | 2180                |
| Зымна-Вода       | 10207     | 4,56    | 2238                |